# ماركوس وارد ليون، الابن
ماركوس وارد ليون، الابن (بالإنجليزية: Marcus Ward Lyon, Jr.)‏ ‏(5 فبراير 1875 - 19 مايو 1942) كان عالم ثدييات أميريكى، وعالم باكتيريا، وعالم الامراض. ولد في عائلة عسكرية، وأظهر اهتماما مبكرا في علم الحيوان من خلال جمع الحيوانات البرية المحلية حول مواقع الجيش الخاصة بوالده. تخرج من جامعة براون في عام 1897، وتابع دراسته في جامعة جورج واشنطن بينما كان يعمل بدوام جزئي في المتحف الوطني الولايات المتحدة الأمريكية (USNM). وفي الوقت نفسه، كان يدرس في كلية الطب بجامعة هوارد الطبية وبعد ذلك كلية الطب في جامعة جورج واشنطن. حصل على الدكتوراه من جامعة جورج واشنطن في عام 1913. وفي عام 1919، انتقل هو وزوجته مارثا، إلى جنوب بيند بولاية انديانا للانضمام إلى عيادة افتتحت حديثا. قبل الانتقال، وكان ليون قد نشر العديد من البحوث في علم الثدييات أثناء وبعد فترة ولايته في USNM على حد سواء. في هذه الأوراق، كان عليه رسميا وصف الأنواع ستة من أنواع، وثلاثة أجناس، وواحدة من الأسر. مرة واحدة في جنوب بيند، بدأ في نشر الدراسات الطبية للغاية، لكنه واصل عمله كعالم ثدييات مع التركيز بشكل خاص على الحيوانات المحلية من ولاية انديانا. وقال انه نشر أكثر من 160 من الأوراق خلال مسيرته.
حصل ليون على رتبة الميجر في فيلق الاحتياطي الطبي خلال الحرب العالمية الأولى، وعين رئيسا للجمعية الأمريكية للثدييات من عام 1931 لغاية 1932. وكان عضواً في سيجما كاي، وجمعية البكتيريا الأمريكية، وأكاديمية انديانا للعلوم، وجمعية علوم الحياة من واشنطن. أصبح ليون عضواً في منظمة الحفاظ على البيئة في وقت لاحق.

## النشأة والتعليم
ماركوس وارد ليون، الابن ولد يوم 5 فبراير 1875 في روك أيلاند أرسينال إلينوي.  وتضمنت عائلته والده الكابتن ماركوس وارد ليون، الأب؛ ووالدته، ليديا آنا ليون.; وشقيقيه، هنري إس. ليون وجيمس دبليو. ليون. بسبب مهنة والده العسكرية، انتقلت عائلة ليون في جميع أنحاء الولايات المتحدة طوال حياة الطفولة والمراهقة. وجاء التلميح الأول حول الاهتمامات العلمية المستقبلية للشاب ليون بينما كانوا يتمركزون في ووترتاون ارسنال، قُرب بوسطن، حيث بدأ جمع الحشرات والحيوانات من المنطقة المحلية. ولم يتم توثيق أي تفاصيل أخرى من حياته المبكرة  حتى عام 1893، عندما تخرج من ثانوية جزيرة روك - وكان من الواضح أن والده أعيد تمركزه في-روك أيلاند أرسينال في مثل هذا الوقت. وقد حضر جامعة براون وأكمل درجة بكالوريوس في الفلسفة في عام 1897، والتي شملت التدريب في علم الأحياء. في عام 1898، بدأ دراسته العليا في جامعة جورج واشنطن، والحصول علىماجستير العلوم في عام 1900، ثم حصل دكتور في الطب في عام 1902، تم حصوله على الدكتوراه في الفلسفة. في عام 1913 .

## الحياة العملية

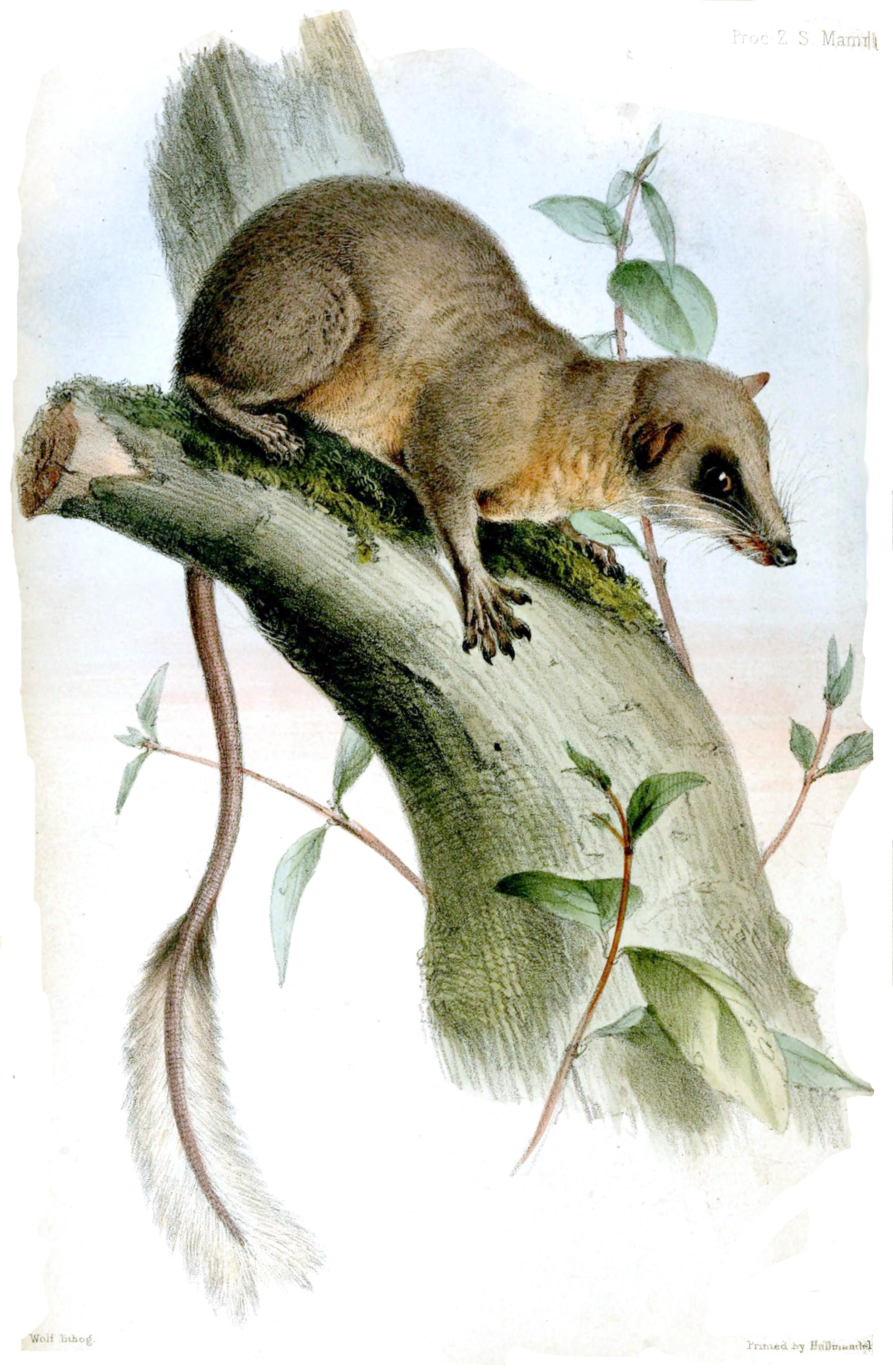
ليون يتبع هيئة التصنيف الحيوى التصنيف الحيوى لعائلة زبابيات الشجر قلمية الذيل (الذيل القلم زبابيات الشجر) والثدييات الأخرى مصنفة.

عند الانتهاء من أول درجة له، قضى ليون عام (1897-1898) في كلية الطب ولاية كارولينا الشمالية، حيث كان يدرس علم الجراثيم. بالتزامن مع دراسته العليا، وانتقل إلى واشنطن، DC، في عام 1898 لتصبح المعونة لجزء من الوقت في شعبة الثدييات في المتحف الوطني للولايات المتحدة (USNM). تمت ترقية ليون في وقت لاحق إلى مساعد أمين الثدييات. وقد أرسلته USNM إلى فنزويلا مع اللفتنانت يرت روبنسون من جيش الولايات المتحدة في عام 1899 لجمع عينات من الثدييات، وعين في وقت لاحق بأنه وكيل خاص رئيس معرض شراء لويزيانا ال 1904 في سانت لويس وعام 1905 لويس وكلارك المعرض المئوي في بورتلاند، أوريغون.وقد احتفظ بمنصبه في USNM حتى عام 1912. ولقد درس ليون علم وظائف الأعضاء (1903-1904 و1907-1909) وعلم الجراثيم (1909-1915) في كلية الطب جامعة هوارد.
في النصف الأخير من عام 1915، بدأ ليون التدريس في جامعة جورج واشنطن الطبي، والتعامل مع دورات في علم الجراثيم وعلم الأمراض حتى عام 1917، علم الحيوان والبيطرية وعلم الطفيليات من عام 1917 حتى 1918. وفي عام 1917، انضم إلى جيش الولايات المتحدة، وأصبح بمثابة الطبيب الشرعي في مستشفى والتر ريد الجيش خلال الحرب العالمية الأولى. في سبتمبر 1919، وقال انه نقل إلى فيلق الاحتياطي الطبية باعتباره الميجر.  وبحلول نهاية ذلك العام، كان ليون قد أمضى 18 عاما، من التدريس والممارسة الطبية في علم الأمراض في بيند عيادة الجنوبية في جنوب بيند بولاية انديانا. زوجته مارثا، تم تمديدها أيضا عرضا للعمل في نفس العيادة، وانضمت باعتبارها طبيبة عيون. حافظ ليون على منصبه في العيادة حتى وفاته في عام 1942.
بسبب عمله باعتباره عالم ثدييات، يعتبر ليون مصنفا حيويا من أجل الأسرة (زبابيات الشجر ذو الذيل القلمى) Ptilocercidae، فضلا عن جنس  Anathana  (في مدراس زبابيات الشجر)  واثنين من أجناس leporids (أرنب والأرنب)،  Pentalagus  (في أرنب أمامي) و Pronolagus  (الأرنب الصخري الأحمر الصورة). وكان ليون أول من وصف جيبون بورنيو الأبيض ذو اللحية ( Hylobates albibarbis '), the Gansu pika (Ochotona cansus), في النيص سومطرة (Hystrix sumatrae), the shadowy broad-nosed bat (Platyrrhinus umbratus), and two species of لوريس بطيء from بورنيو، Nycticebus bancanus and Nycticebus borneanus.
مجموعات مجموعة (متحف) أدرجت في مجموعات في USNM الخاصة الحيوانية. خلق ليون اثنين من العينات المعشبة ، من النباتات التي تحتوي على أول نباتات من ولاية أوريغون والثانية من إنديانا ديونز وأقل ميشيغان.أدرج السابق في الولايات المتحدة الأمريكية الوطنية المعشبة، والآن الولايات المتحدة الحديقة النباتية، وهذا الأخير في جامعة ميشيغان المعشبة.

## المطبوعات
وخلال حياته المهنية، التي كان ليون قد نشر أكثر من 160 من الأوراق،  ما يقرب من 80 منها في مجال علم الحيوان و55 أكثر في علم الأمراض. وتضمنت المنشورات الأخرى أربع مقالات في علم النبات، والعديد من مراجعات الكتب، والتقارير الفنية، ومقالات في الصحف. حتى الانتقال إلى انديانا، وكتب ليون العديد من الأوراق في علم الثدييات، مع التركيز في المقام الأول على مورفولوجيا، نظاميات، والجغرافيا الحيوانية . بالإضافة إلى شهادة الدكتوراه أطروحة بعنوان «زبابيات الشجرs: حساب عائلة الثدييات Tupaiidae»,كان قد ألف أوراق حول الثدييات الأخرى من الشرق الأقصى، والتي كانت قد أصبحت مألوفة جدا من خلال دراسته للمجموعات التي تم إرسالها إلى USNM. بعد نهاية علاقته مع USNM في عام 1912، واصل ليون لكتابة المواد ماممولوجيست وبدأ نشر الدراسات الطبية الأساسية.